# Turniej o Srebrną Ostrogę Ilustrowanego Kuriera Polskiego 1967
IX turniej Srebrnej Ostrogi IKP – dziewiąta odsłona zawodów żużlowych, w których zawodnicy ścigali się o nagrodę przechodnią zwaną "Srebrną Ostrogą". Turniej odbył się 22 października 1967. Zwyciężył Bernt Persson ze Szwecji. Był to najsilniej obsadzony turniej w jego historii.

## Wyniki
źródło
- 22 października 1967, Stadion Stali Toruń

| Msc. | Zawodnik          | Klub              | Pkt |      |  |
| ---- | ----------------- | ----------------- | --- | ---- |  |
| 1    | Bernt Persson     | Szwecja           | 10  | b.d. |  |
| 2    | Hans Holmqvist    | Szwecja           | 10  | b.d. |  |
| 3    | Marian Rose       | Stal Toruń        | 9   | b.d. |  |
| 4    | Bogdan Szuluk     | Stal Toruń        | 9   | b.d. |  |
| 5    | Henryk Glücklich  | Polonia Bydgoszcz | 7   | b.d. |  |
| 6    | Stanisław Kasa    | Polonia Bydgoszcz | 7   | b.d. |  |
| 7    | Christer Löfqvist | Szwecja           | 6   | b.d. |  |
| 8    | Bengt Larsson     | Szwecja           | 5   | b.d. |  |
| 9    | Henriksson        | Szwecja           | 5   | b.d. |  |
| 10   | Benedykt Kosek    | Polonia Bydgoszcz | 3   | b.d. |  |
| 11   | Alfons Jankowski  | Stal Toruń        | 3   | b.d. |  |
| 12   | Bengt Jansson     | Szwecja           | 2   | b.d. |  |
| 13   | Conny Samuelsson  | Szwecja           | 2   | b.d. |  |